# Other People (singel)
„Other People” – singel amerykańskiej wokalistki Laury Pergolizzi występującej pod pseudonimem LP, wydany 11 listopada 2016 nakładem wytwórni Warner Bros. oraz Vagrant. „Other People” został wydany jako trzeci singel promujący czwarty album artystki pt. Lost on You. We Włoszech dzięki sprzedaży ponad 50 000 egzemplarzy singel uzyskał status złotej płyty. 
Do utworu nakręcono teledysk, którego premiera odbyła się 26 stycznia 2017 roku. Reżyserią obrazu zajął się Chuck David Willis.

## Notowania
| Lista przebojów (2016)                | Najwyższa pozycja |
| ------------------------------------- | ----------------- |
| Belgia (Ultratop 50 Singles, Walonia) | 42                |
| Francja (Top Singles & Titres)        | 117               |
| Polska (AirPlay – Top)                | 7                 |
| Węgry (Single (track) Top 40 lista)   | 38                |
| Włochy (FIMI)                         | 45                |